# 江湾站
江湾站又稱淞沪铁路江湾站 ，是淞滬鐵路上的一個火車站，现已接近废弃。车站原址位于上海市虹口区江湾镇街道广纪路615号（靠近汶水东路）。舊址附近至今仍有一座高约2.4米的钢筋水泥圆形碉堡，是淞滬會戰時期的遺跡。不过也有說法，江灣站遺址實際位於车站西路广纪路交汇处，即位於广纪路615号的北面。

## 歷史

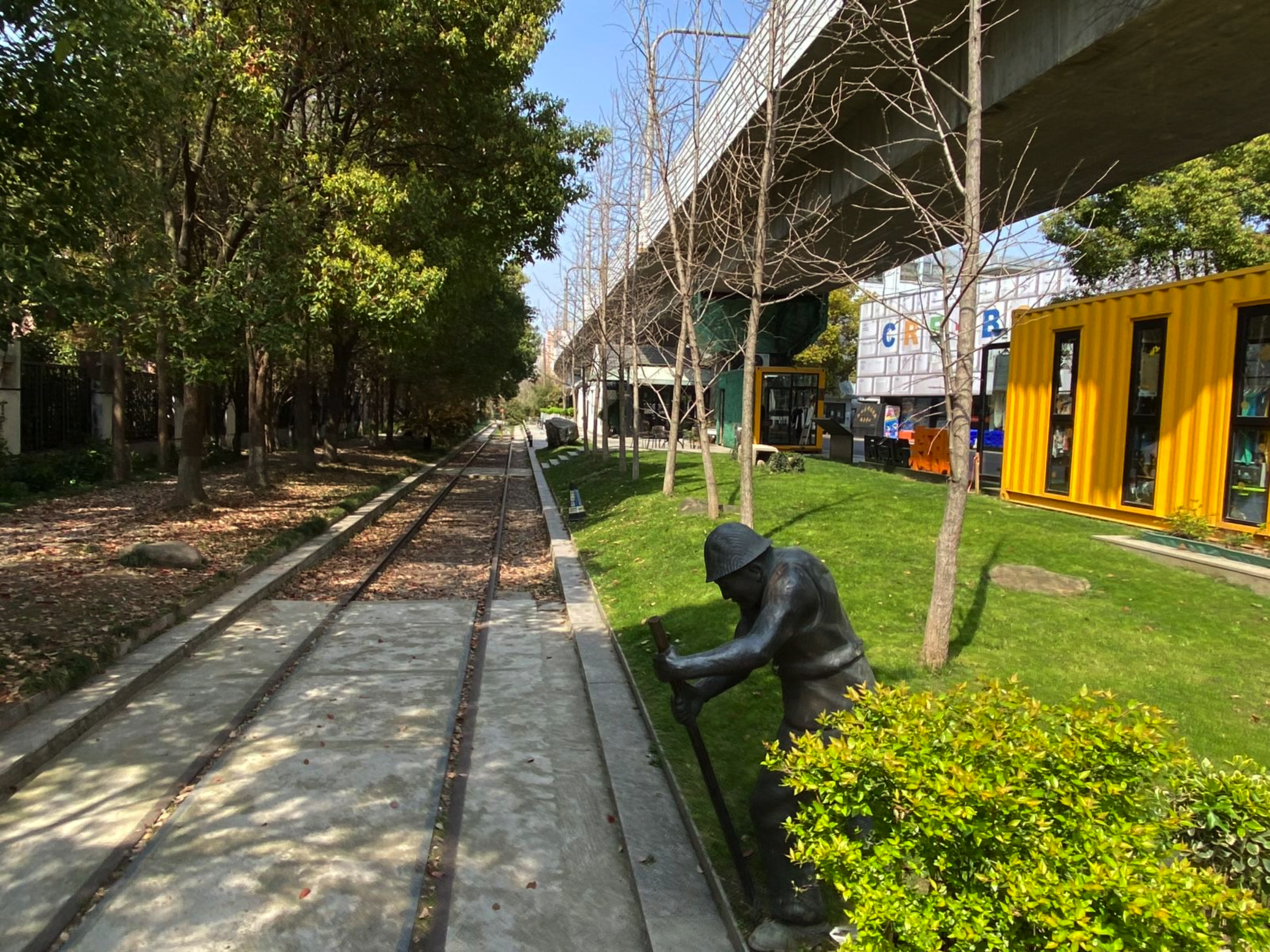
车站南侧已改建为公园的铁路遗址

江灣站原為客貨兩用車站，始建於1876年，再建于1897年。1963年，淞滬鐵路旅客列车停开，江灣站不再辦理客運，只辦理貨運。1997年因建造上海轨道交通三号线而停止使用 。
2009年，江湾镇对江湾站旧址周边进行了综合整治，恢复了淞沪铁路江湾镇站原貌，在江湾镇站原址放置了老式蒸汽机火车头、火车车厢，並建造了仿旧站台。
2011年5月19日上午，淞沪铁路江湾站旧址揭幕。
2016年，江湾火车站旧址上建立起1876老站创意园区（明珠创意园区），原來的老式蒸汽机火车头等依然保留。